# Lety (district de Prague-Ouest)
Pour les articles homonymes, voir Lety.
Lety est une commune du district de Prague-Ouest, dans la région de Bohême-Centrale, en République tchèque. Sa population s'élevait à 1 563 habitants en 2020.

## Géographie
Lety se trouve à 14 km à l'est-sud-est de Beroun, à 23 km au sud-ouest du centre de Prague.
La commune est limitée par Mořinka et Karlík au nord, par Dobřichovice à l'est, par Řevnice au sud, et par Hlásná Třebaň à l'ouest.

## Histoire
La première mention écrite de la localité date de 1088.